# Etienne Danthoine
Etienne Danthoine (1739 - 1794 ) fue un botánico, y agrostólogo francés, que realizó numerosas monografías, pero varias inéditas, de las hierbas de Provenza.

## Honores

### Epónimos
- (Poaceae) Danthonia DC.[1]

- La abreviatura «Danthoine» se emplea para indicar a Etienne Danthoine como autoridad en la descripción y clasificación científica de los vegetales.[2]